# Tosŏn sa
Tosŏn sa (도선사 Klasztor Drogi Zgromadzenia) – koreański klasztor szkoły sŏn.

## Historia klasztoru
Początkowo przyszły wielki klasztor był tylko małą pustelnią wybudowaną w 862 roku na górze Samgak poniżej jej trzech szczytów. Budowniczy klasztoru, mistrz Tosŏn, uważał, że chociaż góry i rzeki są esencjonalnie piękne, to jest wiele głębokich dolin, które mogą być splądrowane przez złodziei i zalane przez powodzie. Dlatego zalecał budowanie klasztorów, stup i posągów Buddy, aby ochraniać kraj. Zalecał także, aby budować klasztory w najsłabszych regionach kraju oraz stupy w niekorzystnych geomantycznie miejscach, aby zmienić ich złą energię. Jego idee tak wpłynęły na króla Taejo (pan. 918-943), że wybudował ponad 3800 świątyń i klasztorów.
W klasztorze znajduje się siedmiometrowej wysokości posąg bodhisattwy Awalokiteśwary, który według legendy został wyciosany przez Tosŏna nadnaturalnymi mocami. Monument ten dalej znajduje się w tym klasztorze i ludzie doświadczają tu wielu cudownych uzdrowień.
Obecnie klasztor znajduje się w rejonie Narodowego Park Bukhansan.

## Adres klasztoru
- 264 Ui-dong, Gangbuk-gu, Seul, Korea Południowa